# Партенгайм
Партенгайм (нім. Partenheim) — громада в Німеччині, розташована в землі Рейнланд-Пфальц. Входить до складу району Альцай-Вормс. Складова частина об'єднання громад Веррштадт.
Площа — 8,42 км2. Населення становить 1588 ос. (станом на 31 грудня 2020).

## Галерея

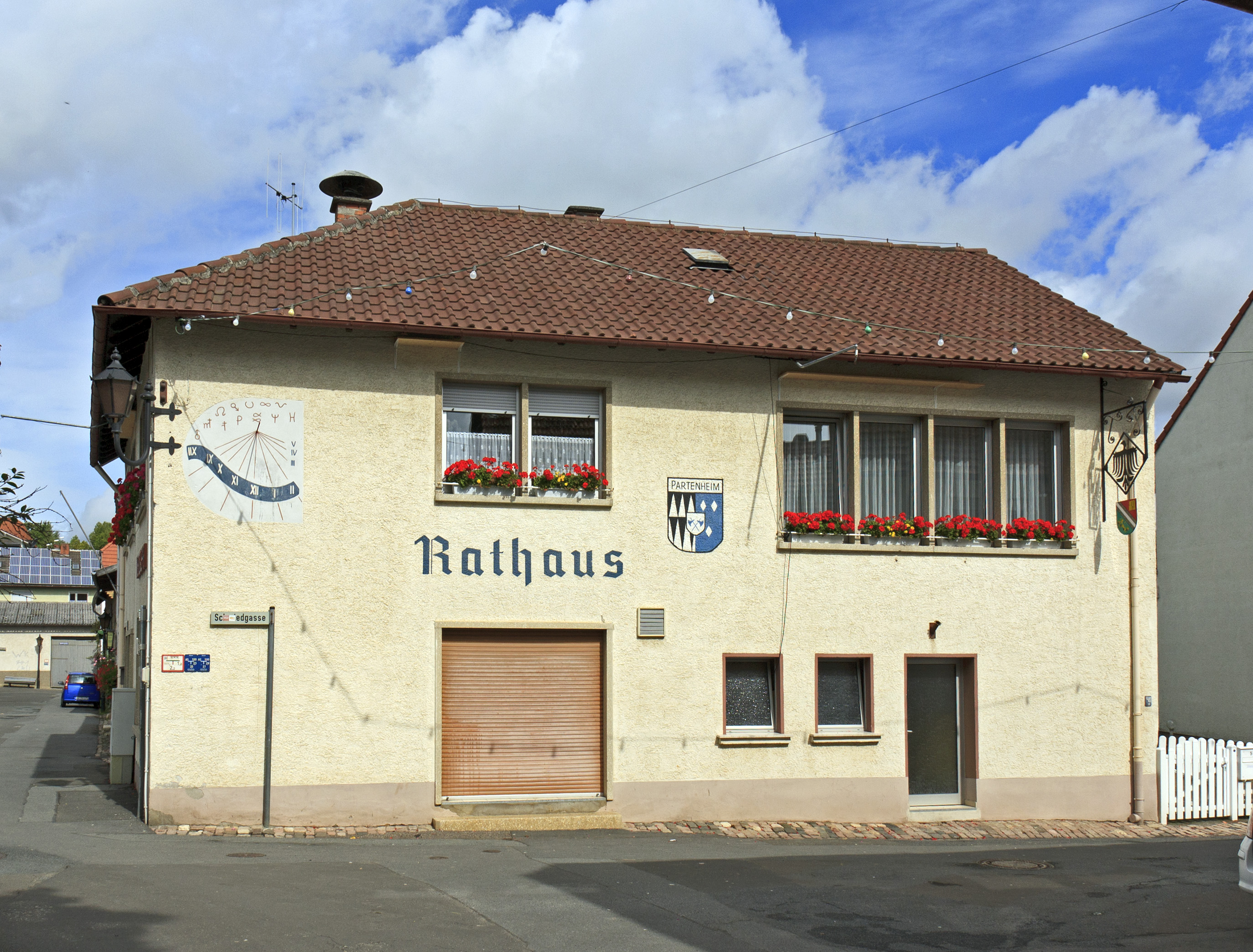
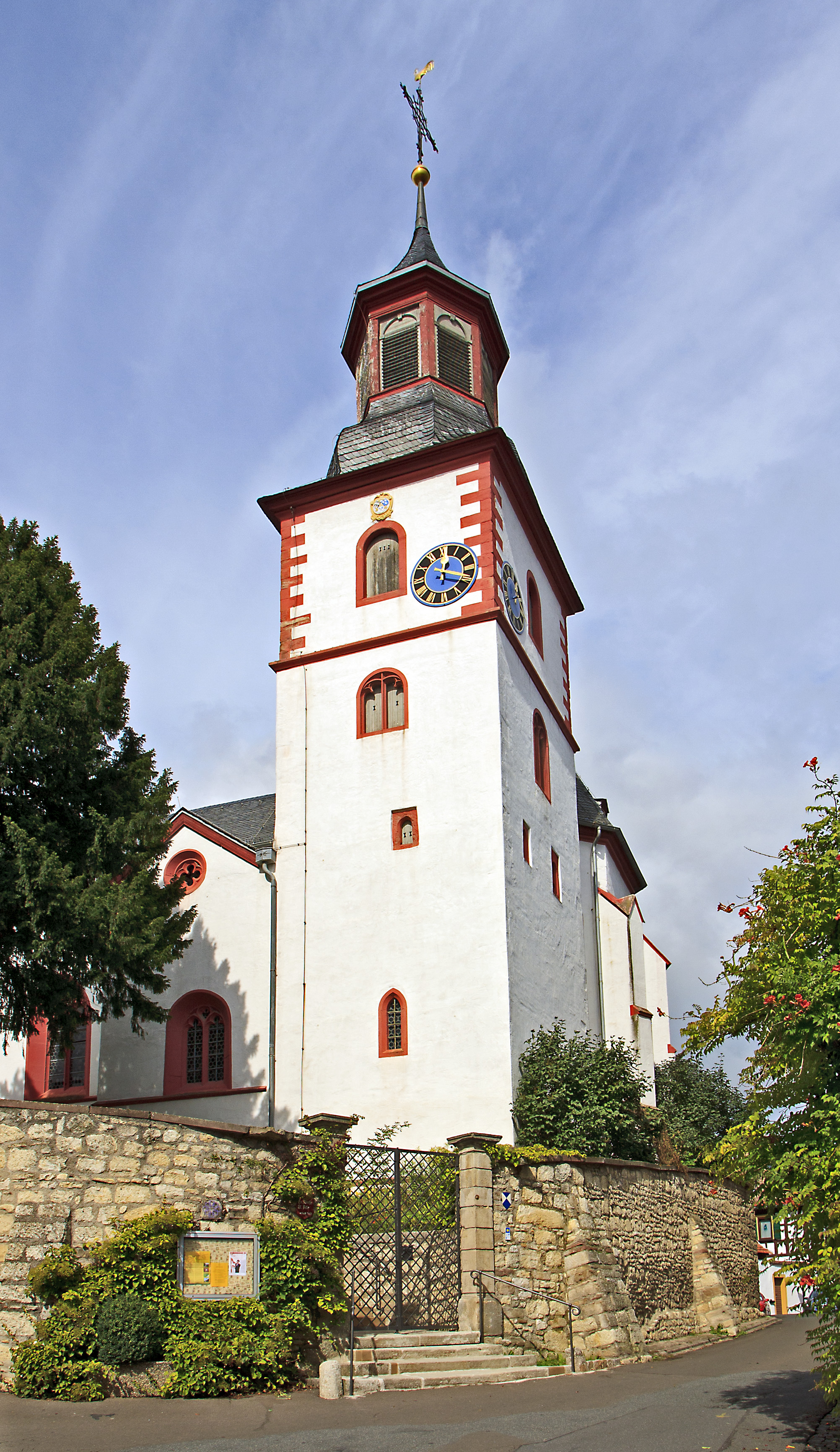